# Jesús Fernández Vaquero
Jesús Fernández Vaquero (castellà: Gregorio Jesús Fernández Vaquero)  (Turleque, 16 d'agost de 1953 - Madrid, 24 de març de 2021) fou un mestre i polític espanyol del Partit Socialista Obrer Espanyol (PSOE), diputat de la v, vi, vii, viii i ix legislatures de les Corts de Castella-la Manxa i president de les mateixes a la seva ix legislatura.
Va néixer a la localitat toledana de Turleque a 1953. Mestre de professió, va ser elegit per primera vegada diputat a les Corts de Castella-la Manxa a les eleccions autonòmiques de 1999 (corresponents a la v legislatura, circumstància que va repetir de manera consecutiva per quatre legislatures més en els comicis de 2003, 2007, 2011 i 2015, exercint en aquest període tots els càrrecs corresponents a la taula del parlament regional.
Al febrer de 2012 va ser designat per Emiliano García-Page secretari d'Organització de l'organització territorial del Partit Socialista Obrer Espanyol a la comunitat autònoma de Castella-la Manxa, el Partit Socialista de Castella-la Manxa (PSCM-PSOE). El dia 18 de juny de 2015, data de constitució de la ix legislatura de les Corts regionals, va ser triat president de la cambra amb els vots de 17 dels 33 diputats.